# Кестење
Кестење је насељено место у општини Цетинград, на Кордуну, Карловачка жупанија, Република Хрватска.

## Географија
Кестење се налази око 6,5 км јужно од Цетинграда.

## Историја
Кестење се од распада Југославије до августа 1995. године налазило у Републици Српској Крајини. До 1991. било је у саставу насељеног места Крушковача, а од 2001. је самостално насеље. До територијалне реорганизације у Хрватској налазило се у саставу бивше велике општине Слуњ.

## Становништво
Према попису становништва из 2011. године, насеље Кестење је имало 28 становника.

### Број становника по пописима
| Националност   | 2001. | 1991. | 1981. | 1971. | 1961. | 1953. | 1948. | 1931. | 1921. | 1910. | 1900. | 1890. | 1880. | 1869. | 1857. |
| бр. становника | 37    | %     | %     | 200   | 198   | 227   | 248   | 208   | 180   | 251   | 320   | 293   | %     | %     | 280   |

- напомене:

У 2001. настало издвајањем из насеља Крушковача. Као део насеља исказивано 1857. и од 1890. До 1900. исказивано под именом Дебело Кестење. У 1869., 1880., 1981. и 1991. подаци садржани у насељу Крушковача.